# Al·loteris

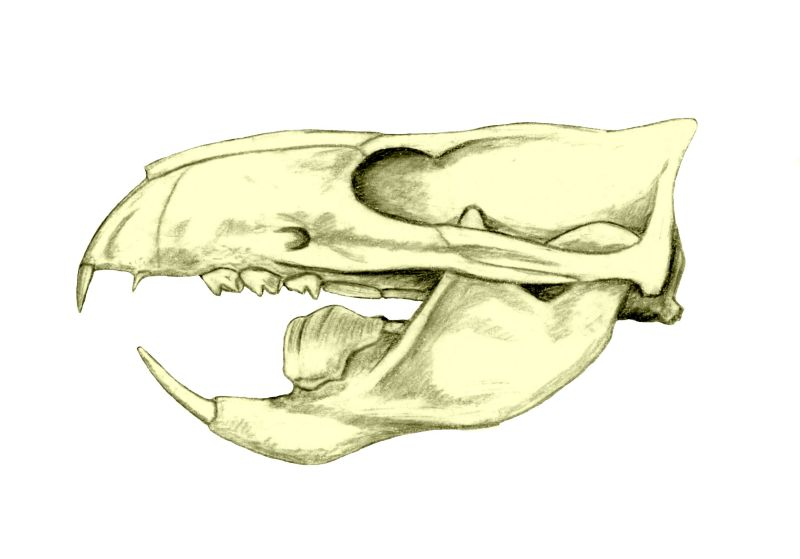
Calavera de Ptilodus

Els al·loteris (del grec Allotheria, 'altres bèsties') foren una branca reeixida de mamífers del Mesozoic. La seva característica més important era la presència de dents inferiors molariformes dotades de dues fileres longitudinals de cúspides.
Els al·loteris també tenien la pelvis estreta, cosa que indica que donaven a llum cries indefenses, igual que els marsupials.
Quan descrigué el grup dels al·loteris l'any 1880, Othniel Marsh els classificà com a ordre de marsupials, però el 1997 McKenna i Bell els reclassificaren com a infraclasse. Actualment l'opinió majoritària és que formen un grup parafilètic.